# 朝鲜社会民主党

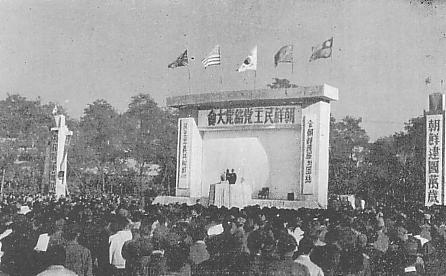
朝鮮民主黨結黨大會（1945年11月3日）

朝鲜社会民主党（朝鲜语：／ Chosŏn Sahoe Minjudang）是朝鲜民主主义人民共和国的一個衛星党。该党于1945年11月3日由曹晚植建立，原名朝鲜民主党，主要由反对日本殖民统治的中小企业家、商人、手工业者、农民和基督徒组成。1981年改為现名。2007年党员達到3万多人。該黨有发行机关杂志《朝鲜社会民主党》。

## 黨綱
朝鲜社会民主党前身是1945年11月3日在进步民主运动者、民族主义运动者和宗教活动家的主导下成立的朝鲜民主党，1981年1月出于朝鲜社会发展的客观要求和党本身发展为合乎规律的要求而改組为朝鲜社会民主党。朝鲜社会民主党的使命和任务是「把自主理念作为自己的指导理念，参与民族和人类的自主事业；当前的目的在于建设自主社会，实现国家的自主统一；最终目的在于创造实现了人的自主化、民族的自主化、人类的自主化的未来社会——自主世界」。
朝鲜社会民主党从成立以来同朝鲜劳动党形成祖國統一民主主義戰線。
发行机关杂志《朝鲜社会民主党》。

## 历史
1945年11月3日，曹晚植于朝鲜半岛北部的平壤成立了朝鲜民主党，它迅速获得了基督教商人、知识分子和富裕工人的支持，仅在数周内就发展了约五十万名党员，但也被指责为一系列反共反苏抗议活动的幕后主使，曹晚植因抗议12月莫斯科会议批准共产党与苏联支持的信托统治而被苏联拘捕。

### 朝鲜
1946年2月，时任北朝鲜临时人民委员会保安局长崔庸健被任命为朝鲜民主党副委员长，罢免曹晚植后接任正委员长，随后加入亲苏的祖国统一民主主义战线，被改编为朝鲜共产党北朝鲜分局（现朝鲜劳动党）的卫星党。
受八月宗派事件影响，1959年至1960年期间，该党所有办公处都被政府关闭，直至金日成巩固领导权。

### 韩国
1946年4月至7月，李允荣等党内右派势力陆续逃往韩国汉城，在当地另立总部，与南部既有的韩国民主党、勤劳人民党有所区别。朝鲜民主党在1948年为制宪国会议员选举提名了五位候选人，其中李允荣赢得1席。
1961年5月16日，韩国发生军事政变后，包括该党在内的所有政党因戒严令均被解散，此后朝鲜民主党在韩国不复存在。

## 现况
自1981年更为现名起，该党就被用于针对外国同情者的政治宣传中。由于外国人更容易理解社会民主主义，因此对外宣传利用社会民主党的次数远多于另一个合法的少数党——天道教青友党。20世纪90年代，朝鲜社会民主党出版了朝鲜文和英文的期刊杂志，试图说服外国人：朝鲜拥有多党制、存在独立的政党，但朝鲜少数党也毫无保留地支持掌握執政的朝鲜劳动党。

## 历任领导

### 中央委员会委员长
- 曹晚植 1945年11月3日—1946年1月
- 崔庸健 1946年1月—1958年
- 康良煜 1958年—1983年1月9日
- （委员长缺位悬空）1983年1月9日—1989年4月17日
- 李季白 1989年4月17日—1993年7月
- 金炳植 1993年7月—1998年7月
- 金英大 1998年7月—2017年8月28日
- 朴容日 2017年8月28日—2022年9月18日
- （委员长缺位悬空）2022年9月18日—2023年1月19日
- 金浩哲 2023年1月19日—